# カート・シオドマク
カート・シオドマク（Curt Siodmak、1902年8月10日 – 2000年9月2日）は、アメリカ合衆国のSF作家、脚本家。本名、ボーン・カート・シオドマク(Born Kurt Siodmak)。シオドマーク、シオドマックの表記もある。

## 経歴
ドイツのドレスデンに生まれた。両親はユダヤ系。兄は映画監督のロバート・シオドマク。
ナチスの迫害から逃れるためにロンドンに渡り、脚本家として生計を立て、1937年にアメリカに移住した。1941年、脚本を書いたユニバーサル映画の「狼男」がヒット。
日本ではSF小説『ドノヴァンの脳髄』(Donovan's Brain)、『ハウザーの記憶』(Hauser's Memory)の作者として知られる。

## 原作・脚本などを担当した映画
- 「F・P1号 応答なし」　F.P.1 Antwortet Nicht (1932)

原作/脚本。ドイツのSF映画、モノクロ
主演ハンス・アルベルス、監督カール・ハートル
- 「夜の悪魔」　Son of Dracula (1943)

原作。ユニバーサル映画による「吸血鬼」映画。
主演ロン・チェイニー・ジュニア、監督ロバート・シオドマク
- 「新モンテ・クリスト」　The Return of Monte Cristo (1946)

脚本。原作はデュマのモンテ・クリスト伯。
主演ルイス・ヘイワード、監督ヘンリー・レヴィン
- 「ドノヴァンの脳髄」　Donovan's Brain (1953)

原作。自著『ドノヴァンの脳髄』の映画化。
主演リュー・エアーズ、監督フェリックス・E・フィースト
- 「世紀の謎 空飛ぶ円盤地球を襲撃す」　Earth vs. The Flying Saucers (1956)

原作。UFO研究家であるドナルド・キーホーの著述を元にした侵略SF。
主演ヒュー・マーロウ、監督フレッド・F・シアーズ
- 「二重スパイ・国際謀略作戦」  Hauser's Memory(1970)

原作。自著『ハウザーの記憶』の映画化。
主演デヴィッド・マッカラム、監督ボリス・セイガル
- 「狼男」　The Wolf Man (1941)

脚本。ユニバーサル映画による「狼男」映画の第1作。
主演ロン・チェイニー・ジュニア、監督ジョージ・ワグナー
- 「透明スパイ」 Invisible Agent (1942)

脚本。ユニバーサル映画による「透明人間」シリーズの映画。
主演ジョン・ホール、監督エドウィン・L・マリン
- 「フランケンシュタインと狼男」　Frankenstein Meets The Wolfman (1943)

脚本。ユニバーサル映画による「フランケンシュタインの怪物」と「狼男」の共演映画。
主演ベラ・ルゴシ、ロン・チェイニー・ジュニア、監督ロイ・ウィリアム・ニール
- 「ブードゥリアン / 生と死の間 / 私はゾンビと歩いた!」  I Walked with a Zombie (1943)

脚本。
主演フランシス・ディー、監督ジャック・ターナー
- 「五本指の野獣」　The Beast with 5 Fingers (1946)

脚本。原作はウィリアム・フライヤー・ハーヴィーの短編怪奇小説「五本指のけだもの」。
主演ロバート・アルダ、監督：ロバート・フローリー
- 「宇宙への挑戦」　Riders to the Stars (1954)

脚本。
主演ウィリアム・ランディガン、監督リチャード・カールソン
- 「死神の使者」 The Devil's Messenger(1961)

脚本。3編からなるオムニバスホラー。
主演ロン・チェイニー・ジュニア、監督ハーバート・L・ストロック
- 「ジャングルの恋」 Her Jungle Love (1938)

原案。冒険ロマンスもの。
主演ドロシー・ラムーア、監督ジョージ・アーチェンボード
- 「フランケンシュタインの館」　House of Frankenstein (1944)

原案。ユニバーサル映画による「フランケンシュタインの怪物」映画。
主演ロン・チェイニー・ジュニア、ボリス・カーロフ、監督アール・C・ケントン
- 「ベルリン特急」　Berlin Express (1948)

原案。サスペンスもの
主演ロバート・ライアン、監督ジャック・ターナー
- 「ターザン魔法の泉」　Tarzan's Magic Fountain (1949)

脚色。ターザンもの
主演レックス・バーカー、監督リー・ショレム

## 翻訳された著書
- 『ドノヴァンの脳髄』 (中田耕治訳、早川書房、ハヤカワ・ファンタジイ)  1957年
  - 『ドノヴァンの脳髄』（早川書房、ハヤカワ・SF・シリーズ No.3002） 1995年 - 上記書の復刊
  - 『脳人間 呪われた怪実験』（境木康雄訳、秋田書店、SF恐怖シリーズ） 1975年
  - 『人工頭脳の怪』 （内田庶訳、あかね書房、少年少女世界推理文学全集19） 1943年

『ノバ爆発の恐怖』 (「深淵」または「超能力部隊」、ロバート・A.ハインライン、原題 Gulf）との合本
- 『ハウザーの記憶』（矢野徹訳、早川書房、ハヤカワ・SF・シリーズ） 1968年